# 古代東北亞人
在考古人類學與古遺傳學中，古代東北亞人（英語：Ancient Northeast Asian），又稱阿穆爾河祖源（Amur ancestry，又譯黑龍江祖源），是距今7千至4千年前的古代人類，以狩獵採集為生，生活在阿爾泰山以東，西伯利亞東部，蒙古高原，貝加爾湖地區，一直到太平洋海岸的狹長地帶。在距今2萬4千年前，他們由古代東亞人群體中分離，是古代北部東亞人（ANEA）的次群體。由阿爾泰山山區洞窟發掘的數個古代人類遺體，由其中取出的DNA，是他們群體的代表。
ANA 血統與通古斯語和尼夫赫語使用者最為相似。現今在黑龍江流域活動的漁獵採集居民，以及現在蒙古國的蒙古族人，仍然保留了他們的血統。